# Mermessus naniwaensis
Mermessus naniwaensis är en spindelart som först beskrevs av Ryoji Oi 1960.  Mermessus naniwaensis ingår i släktet Mermessus och familjen täckvävarspindlar. Inga underarter finns listade i Catalogue of Life.